# Acceglio
Acceglio is een gemeente in de Italiaanse provincie Cuneo (regio Piëmont) en telt 167 inwoners (31-12-2004). De oppervlakte bedraagt 151,5 km², de bevolkingsdichtheid is 1 inwoners per km².

## Demografie
Acceglio telt ongeveer 100 huishoudens. Het aantal inwoners daalde in de periode 1991-2001 met 17,2% volgens cijfers uit de tienjaarlijkse volkstellingen van ISTAT.
| Jaar | Inwoneraantal |
| ---- | ------------- |
| 1991 | 238           |
| 2001 | 197           |

## Geografie
De gemeente ligt op ongeveer 1200 m boven zeeniveau.
Acceglio grenst aan de volgende gemeenten: Argentera, Bellino, Canosio, Larche (FR-04), Meyronnes (FR-04), Prazzo, Saint-Paul (FR-04).